# 스코티 톰프슨
스코티 톰프슨(Scottie Thompson, 1981년 11월 9일 ~ )은 미국의 배우이다.

## 출연 작품

### 영화
- 열정의 무대 (2000) - 크레디트 미기재
- 스타 트렉: 더 비기닝 (2009)
- 스카이라인 (2010)
- Deck the Halls (2011)
- 37 (2014)
- The Lookalike (2014)
- The Leisure Class (2015)
- 더 펀하우스 매서커 (2015)
- 썸니아 (2016)
- 크라운 빅 (2019)

### 텔레비전
- 어글리 베티 (2006)
- 브라더후드 (2006)
- CSI: 마이애미 (2006)
- NCIS (2006-08, 2015-16)
- CSI: 뉴욕 (2007)
- 일라이 스톤 (2008)
- 본즈 (2009)
- 클로저 (2009)
- 트라우마 (2009-10)
- 체인지 디바 (2010)
- 리졸리 앤 아일스 (2010)
- 니키타 (2012)
- 그레이스랜드 (2013)
- CSI: 과학수사대 (2014)
- 캐슬 (2014)
- 블랙리스트 (2014)
- 그레이 아나토미 (2015)
- 로스우드 (2015)
- 주 (2015)
- 12 몽키즈 (2016)
- NCIS: 로스앤젤레스 (2020)
- 맥가이버 (2020)
- 9-1-1 (2020)